# Andrangaranga
Andrangaranga est un village situé à Arivonimamo, Madagascar. Il est entouré des villages de Fanjakely au nord, Soavimbasaha à l'est, Ampitsirihina au sud-est, Ankifafa au sud, Ambatomanjaka au sud-est et Ambohimanatrika au nord-est. Le village est proche de la capitale, Antananarivo, se situant à 43 km de celle-ci.

## Géographie
La rivière Vohilava passe sur le territoire du village d'Andrangaranga.

## Climat et températures
Andrangaranga possède un climat océanique chaud avec hiver sec. Sur l'année, la température moyenne à Andrangaranga est de 18.7°C et les précipitations sont en moyenne de 1295 mm. Le record de chaleur, enregistré le vendredi 20 mars 1987, y est de 37°C et le record de froid de 2°C enregistré le samedi 20 septembre 1986.